# 阮福綿𡨢
阮福綿𡨢（越南语：／，1829年10月16日—1854年4月6日），字仲貯（越南语：／），越南阮朝明命帝第四十七子，生母和嬪阮氏奎。

## 生平
明命十年九月十九日（1829年10月16日），阮福綿𡨢在順化皇城出生。年少出閣讀書，熟練掌握經史，諸子百家、佛道之說也多有涉獵。能言善談，講話必有根據。作詩也很好，受到明命帝喜愛，多次下旨嘉獎。明命二十一年（1840年）正月，受封為廣澤郡公（越南语：／）。嗣德七年三月九日（1854年4月6日），阮福綿𡨢因病去世，壽二十六歲，賜諡端敏。葬於承天府香水縣居正總楊春社，同慶乙酉年（1885年），入祀親勳祠。

## 文學
阮福綿𡨢在去世前，病情嚴重，但在病重仍然不忘聯句。當時有一句是“愁極忽生伊洛想，吹笙騎鶴謝辰人”，時人稱為“詩讖”。
他著有《貢草園詩》，去世後由兄長從善王阮福綿審代為刊印。

## 子女
阮福綿𡨢有5子6女。後裔按御賜門字部起名。
- 長子阮福洪䦎，襲封畿外侯。